# Boğaziçi, Fethiye
Boğaziçi là một xã thuộc huyện Fethiye, tỉnh Muğla, Thổ Nhĩ Kỳ. Dân số thời điểm năm 2011 là 621 người.